# Finn l'humain
Finn l'humain, de son vrai nom Finn Mertens, est un personnage fictif et protagoniste de la série d'animation américaine Adventure Time. Il s'agit du dernier humain ayant survécu après l’apocalypse de Ooo lorsqu'il était orphelin, mais il est adopté par les parents de Jake le chien, Joshua et Margaret. Il habite désormais dans une maison construite et située dans un arbre, avec son frère adoptif et ami Jake. BMO, une petite console de jeux vidéo, vit aussi dans cette habitation.

## Biographie
Finn est un humain âgé de 12 ans, dernier de son espèce à avoir survécu à l’apocalypse de Ooo. À cette période, le roi Liche, tentant d'éradiquer de nombreuses espèces, est arrêté par Billy (un vieil humain), qui le bannit de toute la dimension. Finn devient le principal héros de cette île, et combat régulièrement les antagonistes, avec l’aide de Jake, comme le Roi des glaces qui aime capturer les princesses afin de les forcer à se marier de lui.
Finn est initialement orphelin, abandonné alors qu’il était bébé. Il est découvert et adopté par Johusa et Margaret, les parents de Jake. Néanmoins, Johusa tombe progressivement malade et décède quelques années plus tard. Finn grandit et part habiter avec son frère adoptif Jake, dans une maison construite et localisée en haut d'un arbre.

## Apparence
Au début de la série, Finn est un jeune garçon supposément âgé de 12 ans. Après la fin de la troisième saison, Pendleton Ward explique que Finn est âgé de 14 ans. Finn est âgé de 15 ans à la moitié de la cinquième saison, selon Adam Muto. À présent, Finn a 17 ans dans l'épisode de la saison 9, "Seventeen", d’où le nom de l'épisode.
Finn porte une peau d'ours blanc recouvrant toute sa tête à l'exception de son visage. Il porte également un short et un t-shirt bleu, des chaussettes blanches, des chaussures noires et un sac à dos vert, dans lequel il transporte son épée.

## Autres apparitions
Finn apparaît comme personnage jouable dans Brawlhalla et dans MultiVersus, un jeu de combat.